# 新音楽協会
株式会社新音楽協会（しんおんがくきょうかい、愛称・新室内楽協会（しんしつないがくきょうかい））は、ホリプロ傘下の音楽制作会社。1954年（昭和29年）4月26日創業。主に音楽家の派遣、コーディネート（インスペクター）をミュージカルやコンサート中心に行い、またレコーディングも行っている。

## 概要
株式会社新音楽協会は、セッション・コーディネイト（インスペクター）業界で古くから通称として「新室」（シンシツ）と呼ばれ親しまれている。創業当時は、軽音楽を中心とする「楽団南十字星」と、クラシックを中心とする「新室内楽協会」の、2つの音楽を両輪に、多様化する音楽シーンに合わせて時代を先取りする音の提供を目指して設立されたのが始まり。
音楽業界の老舗で、「新室内楽協会」の名前が広く知られるようになり、「新室」の愛称で呼ばれるようになったのが由来である。創業以来、この名前は同社の代名詞として業界に定着。その後は、株式会社ホリプロダクション（現在の株式会社ホリプロ）の傘下に加わった。
音楽制作関係のみならず、タレント業にも参入。羽生未来とKAORIの2名が所属していた。現在の所属タレントはいない。

## 関連人物

### 現在
- 堀井勝美
- 赤坂東児

### 過去
- 越部信義
- 福田和禾子